# Mycomya simulans
Mycomya simulans är en tvåvingeart som beskrevs av Vaisanen 1984. Mycomya simulans ingår i släktet Mycomya och familjen svampmyggor. Arten har ej påträffats i Sverige. Inga underarter finns listade i Catalogue of Life.